# Malalbergo
Malalbergo – miejscowość i gmina we Włoszech, w regionie Emilia-Romania, w prowincji Bolonia.
Według danych na styczeń 2009 gminę zamieszkiwały 8732 osoby przy gęstości zaludnienia 162,2 os./1 km².